# Mein Land (Lied)
Mein Land ist ein Lied der deutschen Neue-Deutsche-Härte-Band Rammstein aus ihrem Best-of-Album Made in Germany 1995–2011. Es wurde als erste Single aus dem Album am 14. November 2011 veröffentlicht. Das Cover der Single ist an das Albumcover von Surfer Girl von den Beach Boys angelehnt.

## Veröffentlichung
Die Single erschien als 4-Track-Digipak und als 7"-Vinyl.

## Text und Musik
„Der Text hat provokatives Potenzial, dem sind wir uns bewusst. Wir haben sehr lange über diesen Text diskutiert […] Es gab immer wieder Diskussionen darüber ob man den falsch verstehen könnte, weil er eben halt so viele Interpretationen zulässt.“

Bandmitglied Paul Landers äußerte sich dazu wie folgt:

„Ich seh das so, ganz abstrakt, das ist ein Mensch, der hat keinen Pass […] und der landet irgendwo auf der Erde […] und er versucht reinzukommen in unsere Welt und niemand lässt ihn rein. Der klopft an jedes Land und keiner sagt: "Komm mal rein" sondern alle sagen: "Das ist mein Land". So ist das Lied gemeint.[…]“

Leadgitarrist Richard Kruspe zufolge entstand der erste Textentwurf zu Mein Land, nachdem Sänger Lindemann an einem amerikanischen Strand surfte und dabei – aus nicht näher erläuterten Gründen – Ärger mit örtlichen „Platzhirschen“ bekam.

## Musikvideo
Das Musikvideo wurde am 23. Mai 2011 am Sycamore Beach in Malibu zwischen zwei Konzertterminen der Band in Las Vegas und Mexiko-Stadt gedreht. Der in den USA lebende Schwede Jonas Åkerlund führte Regie. Er zeigt die Band in Bekleidung aus den 1960er-Jahren, wie sie am Strand mit zahlreichen Frauen eine fröhliche Party feiert. Beschreibungen in einer Schriftart, wie sie auch die Beach Boys verwendeten, werden eingeblendet, auch die bewusst überzogen-fröhliche Attitüde der Bandmitglieder und Statisten lehnt sich an zu der Zeit gängige Darstellungsformen in Filmen an. Am Ende des Videos wechselt die Handlung in die Jetzt-Zeit; die Band tritt am selben, jetzt nächtlichen Strand auf. Die zuvor harmlos und nur leicht frivole Party bei Tageslicht schlägt zum Exzess um, bei dem die Musiker – ihre  Gesichter sind nun im Stile von Brandon Lee in The Crow bemalt – auf teilweise brennenden Instrumenten spielen und Sänger Till Lindemann dank Computertechnik kleine Stichflammen spuckt.
Das Musikvideo erschien am 11. November 2011.

## Rezeption

### Rezensionen
Christina Hoffmann schrieb in Die Welt:

„Dabei ist das neue Video, wie schon frühere Songs wie Amerika, ziemlich klar politisch lesbar als Kritik an der kulturellen Hegemonie der USA, an einer Kalifornisierung der Welt. Gegen das Leichte und Sonnige stellen Rammstein das Schwere, Harte und Düstere, eben das Deutsche.“

Dass sich die Band mit diesem Text auch dem Verdacht des Trivialen und rechtspopulistischen aussetzt, zeigt sich später in der Rezension von Christina Hoffmann. Dort heißt es:

„[…] Antiamerikanismus ist nicht spezifisch rechts, schon klar. Aber warum singen Rammstein am Ende von Mein Land Worte wie „Vertrieben – Vergessen“? Damit sind wohl kaum die amerikanischen Ureinwohner gemeint. Es gibt in unserem Land eine Subkultur, die sich auf solche Texte ihren eigenen Reim macht.“

### Chartplatzierungen
| ChartsChartplatzierungen | Höchstplatzierung | Wochen |
| ------------------------ | ----------------- | ------ |
| Deutschland (GfK)        | 5 (7 Wo.)         | 7      |
| Österreich (Ö3)          | 9 (4 Wo.)         | 4      |
| Schweiz (IFPI)           | 21 (2 Wo.)        | 2      |

## Coverversionen
2011 erschien auf dem Album Liberty of Action ein englischsprachiges Cover der deutschen Countryband The BossHoss unter dem Titel My Country.